# باراكويلا (ليسفوس)
باراكويلا (Παράκοιλα) هي مدينة في ليسفوس في اليونان.